# Hagneck
Hagneck est une commune suisse du canton de Berne, située dans l'arrondissement administratif du Seeland.

Vue aérienne (1968)

## Ouvrages d'art
Plusieurs constructions ont été effectuées sur le territoire de la commune lors de la correction des eaux du Jura, dont le canal de Hagneck par où la nouvelle Aar se jette dans le lac de Bienne, un barrage, un pont sur l'Aar qui a été reconstruit en 2005 ainsi qu'une centrale électrique, mise en service en 1900 et 1976, qui avec les centrales de Brügg et Bözingen (Boujean) fournit une production annuelle moyenne de 115 GWh.

## Transport
- Sur la ligne Bienne–Täuffelen–Anet, appartenant à l’entreprise de transport Aare Seeland mobil (ASm).